# Balys Gajauskas
Balys Gajauskas (24 de febrero de 1926 – 28 de septiembre de 2017) fue un político lituano. En 1990, formó parte de los firmantes de la Declaración de Independencia de Lituania de 1990. En 1978, fue apresado después de ser sentenciado por "agitación y propaganda antisoviética" por la Corte Suprema de República Socialista Soviética de Lituania. Antes de eso, había cumplido una condena de 25 años por haber participado en los movimientos de la Resistencia Antisoviética Lituana, siendo liberado en 1973.